# Torre de la Llotja (Tortosa)
La torre de la Llotja és una torre de defensa de Tortosa (Baix Ebre) inclosa a l'Inventari del Patrimoni Arquitectònic de Catalunya.

## Descripció
És un edifici de planta rectangular de 5,8 m per 8,20 m de base per uns 5 m d'altura a l'interior, coberta amb volta de canó apuntada, obrada amb maçoneria encofrada amb lloses col·locades a plec de llibre. Consta d'una sola planta coberta amb volta i terrassa.
Els murs són considerablement gruixuts: 1,90 m, tenen nucli de maçoneria revestit per ambdues cares de carreuat regular molt bo, aparellat a trencajunt. La comunicació amb el pis superior es feia per una trapa oberta al mig de la volta i per una escala de caragol que penetra el mur de tramuntana, vora l'angle de ponent. L'angle sud-est està apuntalat per dos contraforts.
El mur sud es troba molt debilitat per l'arrencament de carreus.

## Història
Les restes denoten una construcció important, de dues o tres plantes, feta probablement el segle xiii. La documentació templera i hospitalera més les característiques de l'edifici indueixen a pensar que fou una seu secundària templera de Prat i que serví d'habitatge del procurador de la comanda.
El capbreu de 1743 assenyala que en aquest indret de la Font de Quinto hi havia vestigis d'una casa, notícia que indica que l'edifici fou víctima d'un gravíssim espoli ja en el segle xviii, presumiblement per aprofitar-ne la pedra. La planta baixa se salvà de l'enderroc segurament per a donar-li un ús agrícola; de fet, aquesta ha estat la seva utilització durant molts anys. Hom s'interroga sobre la procedència d'un qualificatiu popular de connotacions marineres com la Llotja, que no poden justificar ni la tipologia de l'edifici ni la història. Tenim la impressió que és un topònim bastant recent, ja que no figura ni en la documentació consultada ni en l'exhaustiu recull de toponímia popular tortosina. És possible que la causa d'aquest nom es relacioni amb la suposició, que circulà per Tortosa a començaments de segle, de l'existència a Campredó d'un port marítim a l'Edat Mitjana, teoria que fou desautoritzada amb contundència per Carreras Candi.